# Confide in Me (album)
Confide in Me er et opsamlingsalbum af den australske sangerinde Kylie Minogue, udgivet i maj 2002. Albummet indeholder sange fra hendes studiealbum Kylie Minogue (1994) og Impossible Princess (1997). Imidlertid blev hendes single "Breathe" ikke inkluderet.

## Sporliste
1. "Put Yourself in My Place" – 4:56
2. "Some Kind of Bliss" – 4:16
3. "Surrender" – 4:27
4. "If I Was Your Lover" – 4:47
5. "Limbo" – 4:07
6. "Did It Again" – 4:24
7. "Through the Years" – 4:22
8. "Too Far" – 4:46
9. "Say Hey" – 3:40
10. "Time Will Pass You By" – 5:28
11. "Cowboy Style" – 4:48
12. "Falling" – 6:46
13. "I Don't Need Anyone" – 3:15
14. "Dreams" – 3:46
15. "Jump" – 4:05
16. "Drunk" – 4:01
17. "Confide in Me" – 5:52